# Masterpeace
A Masterpeace az amerikai Metal Church hatodik albuma, mely 1999-ben jelent meg. Ezen az albumon tért vissza a csapat eredeti énekese David Wayne. Az albumra felkerült egy Aerosmith feldolgozás is a Toys in the Attic.

## Számlista
| #   | Cím                                          | Szerző(k)               | Hossz |
| --- | -------------------------------------------- | ----------------------- | ----- |
| 1.  | Sleeps with Thunder                          | Kurdt Vanderhoof        | 6:21  |
| 2.  | Falldown                                     | David Wayne, Vanderhoof | 5:00  |
| 3.  | Into Dust                                    | Wayne, Vanderhoof       | 6:42  |
| 4.  | Kiss for the Dead                            | Wayne, Vanderhoof       | 4:31  |
| 5.  | Lb. of Cure                                  | Wayne, Vanderhoof       | 3:30  |
| 6.  | Faster Than Life                             | Wayne, Vanderhoof       | 3:10  |
| 7.  | Masterpeace                                  | Wayne, Vanderhoof       | 1:55  |
| 8.  | All Your Sorrows                             | Wayne, Vanderhoof       | 4:54  |
| 9.  | They Signed in Blood                         | Wayne, Vanderhoof       | 4:37  |
| 10. | Toys in the Attic (eredetileg Aerosmith dal) | Steven Tyler, Joe Perry | 4:31  |
| 11. | Sand Kings                                   | Wayne, Vanderhoof       | 4:31  |

## Közreműködők
- David Wayne - ének
- John Marshall- gitár
- Kurdt Vanderhoof - gitár
- Duke Erickson - basszusgitár
- Kirk Arrington - dob

## Fordítás
- Ez a szócikk részben vagy egészben  a   Masterpeace című angol Wikipédia-szócikk fordításán alapul.  Az eredeti cikk szerkesztőit annak laptörténete sorolja fel. Ez a jelzés csupán a megfogalmazás eredetét és a szerzői jogokat jelzi, nem szolgál a cikkben szereplő információk forrásmegjelöléseként.